# Siebenbäumen
Siebenbäumen est une commune allemande du Schleswig-Holstein, située dans l'arrondissement du duché de Lauenbourg (Kreis Herzogtum Lauenburg), à douze kilomètres au sud-est de la ville de Bad Oldesloe. Siebenbäumen est l'une des 25 communes de l'Amt Sandesneben-Nusse dont le siège est à Sandesneben.